# Ouled Boughalem
Ouled Boughalem est une commune de la wilaya de Mostaganem en Algérie.

## Géographie
La commune d'Ouled Boughalem est desservie par plusieurs routes nationales :
- Route nationale 11 (ou route d'Oran).

## Histoire
En 1895, l'ethnologue René Basset fait un voyage dans la région de Dahra, il y étudia le dialecte berbère zénète qui était encore parlé par les personnes âgées, y compris dans la fraction de Ouled Boughalem.

## Démographie
Selon le recensement général de la population et de l'habitat de 2008, la population de la commune de Ouled Boughalem est évaluée à 13 761 habitants contre 11 886 en 1998.